# شريفة فاطمة هانم
شريفة فاطمة "محيبة" هانم كانت خطاطة وشاعرة عثمانية من القرن التاسع عشر.

## الحياة والمهنة
خلال العهد العثماني، كان الخط مهنة تفنّن فيها الرجال. ومع ذلك، قدمت مجموعة صغيرة من الفنانات، بما في ذلك أسماء إبرت هانم وشريف فاطمة "موهبى" هانم، مساهمات قيمة في الفن والثقافة التركية.
هناك القليل جدًا من التفاصيل المعروفة على وجه اليقين عن فاطمة هانم. كانت ابنة السيد محمد حسيب باشا [الإنجليزية] (ت. 1870)، رجل الدولة العثماني، الذي شغل منصب وزير الخزانة. ويعكس لقب "شريف" (بمعنى الشريفة) نسبها الذي تدعي عائلتها أنه ينحدر من أحد إخوة النبي. حصلت على لقب "محيبة" والذي يعني "الهدية السخية" بعد أن أصبحت شاعرة وخطاطة محترفة.
تلقت تعليمًا جيدًا في وقت مبكر ثم درست الخط العربي على يد حقك زاده مصطفى حلمي أفندي (ت. 1268/1852) ووصافي أفندي (ت.؟). وبعد أن تعلمت خطي الثلث والنسخ، حصلت على إجازتها (شهادتها).
توفيت في سن مبكرة، ولكن تاريخ وفاتها الدقيق غير معروف.

## الأعمال
كانت المشكلة الرئيسة التي واجهتها عملية تصنيف أعمال الخطاطات هي غياب الأعمال الموقعة. شُجعَت الفنانات على إظهار التواضع وثُبطَت عن توقيع أعمالهن. ومع ذلك، حددت الدراسات الحديثة بشكل إيجابي العديد من الأعمال التي قامت بها خطاطات وشاعرات مهمات.
ومن الأعمال المعروفة لفاطمة هانم:
- حلية شريفة، والمعروفة أيضًا باسم بنت خودافيردي، مسجلة في جرد TSMK 888، القاهرة
- نقشان للصلصال والنيش في متحف توبكابي، يعود تاريخهما إلى حوالي عام 1850 (1266هـ)

## طالع أيضًا
قائمة الخطاطات [الإنجليزية]

## قراءة إضافية
- هلال كازان، Dünden bugüne hanım hattatlar [الخطاطات في الماضي والحاضر]، إسطنبول بيوكشهير بيليدييسي، 2010